# Castro (cràter)
Castro és un cràter d'impacte en el planeta Venus de 22,9 km de diàmetre. Porta el nom de Rosalía de Castro (1837-1885), poetessa i novelista espanyola, i el seu nom va ser aprovat per la Unió Astronòmica Internacional el 1994.